# 60 Armia (ZSRR)

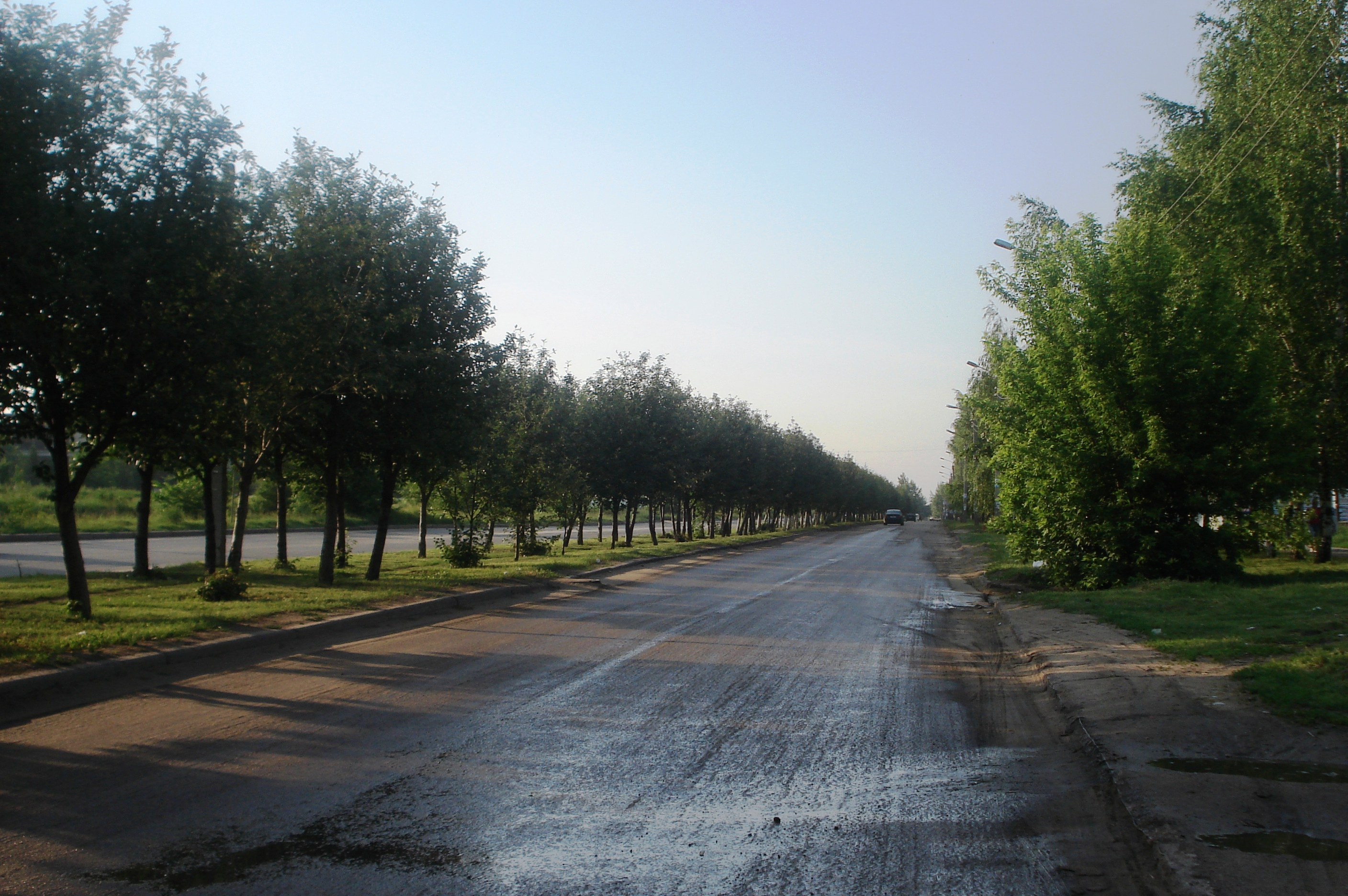
Ulica w Woroneżu, upamiętniająca 60 Armię

60 Armia (ros. 60-я армия) – związek operacyjny Armii Czerwonej z czasów II wojny światowej, którego żołnierze uczestniczyli w działaniach bojowych, w czasie których m.in. uwolniono więźniów niemieckiego obozu Auschwitz-Birkenau.

## Historia

### I formowanie
60 Armia została sformowana 15 listopada 1941 roku w Nadwołżańskim Okręgu Wojskowym z podporządkowaniem Stawce. Na początku grudnia armia otrzymała zadanie zorganizowania linii obronnej na lewym brzegu Wołgi od ujścia rzeki Unży do Koźmodiemianska i Gorkowskiego Rejonu Umocnionego, a 5 grudnia została włączona do Moskiewskiej Strefy Obrony.
25 grudnia 1941 roku 60 Armia została przekształcona w 3 Armię Uderzeniową.

### II formowanie
60 Armia została ponownie utworzona 7 lipca 1942 roku na bazie 3 Armii Rezerwowej. 9 lipca Armia została podporządkowana Frontowi Woroneskiemu, w składzie którego prowadziła walki obronne do końca 1942 roku, walcząc na lewym brzegu Donu na północ od Woroneża. W zimie 1943 roku armia wzięła udział w operacji woronesko-kastornieńskiej i trzeciej bitwie o Charków.
23 marca armia została podporządkowana Frontowi kurskiemu, a 26 marca Frontowi Centralnemu, w składzie którego brała udział w bitwie na łuku kurskim i wyzwoleniu Lewobrzeżnej Ukrainy.
6 października armia została ponownie podporządkowana Frontowi Woroneskiemu, przemianowanemu w październiku 1943 roku na 1 Frontowi Ukraińskiemu i w jego składzie uczestniczyła:
- w Bitwie o Kijów,
- operacji żytomiersko-berdyczowskiej,
- operacji rówieńsko-łuckiej,
- operacji proskursko-czernowickiej,
- operacji lwowsko-sandomierskiej, bitwa o Dębicę,
- operacji wiślańsko-odrzańska w trakcie której wyzwoliła Kraków oraz obóz Auschwitz[1],
- operacji górnośląskiej,

Od 6 kwietnia armia wchodziła w skład 4 Frontu Ukraińskiego, w ramach którego uczestniczyła w:
- operacji morawsko-ostrawskiej,
- operacji praskiej.

W sierpniu 1945 roku 60 Armia została rozwiązana, a jej dowództwo zostało przeformowane w dowództwo Kubańskiego Okręgu Wojskowego.

## Dowództwo armii
Dowódcy: 
- gen. por. Maksim Purkajew (listopad - grudzień 1941),
- gen. por. Maksim Antoniuk (lipiec 1942),
- gen. por./generał pułkownik broni Iwan Czerniachowski (lipiec 1942 - kwiecień 1944)
- gen. płk Pawieł Kuroczkin[2] (kwiecień 1944 - do końca wojny).

Członkowie Rady Wojennej: 
- gen. mjr Wasilij Olenin,
- gen. mjr Wasilij Rodionow

Szefowie sztabu: 
- gen. mjr Afanasiej Gonczarow

## Struktura organizacyjna
Skład 1 grudnia 1941:
- 334 Dywizja Strzelecka,
- 336 Dywizja Strzelecka,
- 358 Dywizja Strzelecka,
- 360 Dywizja Strzelecka,
- 11 Dywizja Kawalerii oraz jednostkii armijne.

Skład 1 grudnia 1942:
- 100 Dywizja Strzelecka,
- 121 Dywizja Strzelecka,
- 206 Dywizja Strzelecka,
- 303 Dywizja Strzelecka,
- 305 Dywizja Strzelecka oraz jednostkii armijne.

Skład 1 grudnia 1943:
- 15 Korpus Strzelecki
- 23 Korpus Strzelecki
  - 3 Gwardyjska Dywizja Powietrznodesantowa,
  - 75 Gwardyjska Dywizja Strzelecka.
- 24 Korpus Strzelecki
  - 6 Gwardyjska Dywizja Strzelecka,
  - 112 Dywizja Strzelecka,
  - 226 Dywizja Strzelecka.
- 30 Korpus Strzelecki
  - 121 Dywizja Strzelecka,
  - 141 Dywizja Strzelecka.
- 77 Korpus Strzelecki
  - 8 Dywizja Strzelecka,
  - 143 Dywizja Strzelecka,
  - 280 Dywizja Strzelecka oraz jednostkii armijne.

Skład 1 czerwca 1944:
- 15 Korpus Strzelecki
- 23 Korpus Strzelecki
  - 68 Gwardyjska Dywizja Strzelecka,
  - 99 Dywizja Strzelecka
  - 359 Dywizja Strzelecka
- 28 Korpus Strzelecki
- 94 Korpus Strzelecki
  - 135 Dywizja Strzelecka,
  - 221 Dywizja Strzelecka,
  - 327 Dywizja Strzelecka.
- 106 Korpus Strzelecki
  - 100 Dywizja Strzelecka,
  - 302 Dywizja Strzelecka,
  - 340 Dywizja Strzelecka oraz jednostkii armijne.

Skład 60 Armii 12 stycznia 1945:
- 15 Korpus Strzelecki
- 28 Korpus Strzelecki
- 106 Korpus Strzelecki

Skład 60 Armii 1 maja 1945 roku:
- 15 Korpus Strzelecki
- 17 Korpus Strzelecki
- 28 Korpus Strzelecki
- 106 Korpus Strzelecki
  - 148 Czernichowska Dywizja Strzelecka odznaczona Orderem Czerwonego Sztandaru i Suworowa
  - 304 Żytomierska Dywizja Strzelecka odznaczona Orderem Czerwonego Sztandaru
- 3 Karpacki Korpus Strzelców Górskich
  - 128 Turkiestańska Dywizja Strzelecka Gwardii odznaczona Orderem Czerwonego Sztandaru
  - 242 Tamańska Dywizja Strzelców Górskich odznaczona orderem Czerwonego Sztandaru i Kutuzowa
  - 318 Noworosyjska Dywizja Strzelców Górskich
  - 322 Żytomierska Dywizja Strzelecka odznaczona Orderem Czerwonego Sztandaru i Suworowa
- 302 Tarnopolska Dywizja Strzelecka